# گردان شهدای سوریه
گردان شهدای سوریه(به عربی:تجمع کتائب وألویة شهداء سوریا) از یگان‌های ارتش آزاد سوریه است که در استان ادلب مشغول نبرد می‌باشد. این یگان در اوایل جنگ داخلی سوریه برای مبارزه علیه دولت سوریه تشکیل شد.